# Rockwool
Rockwool, «Роквул» — датская компания, производитель теплоизоляционных материалов из каменной ваты. Компания была основана в 1909 году, её центральный офис находится в Хедехусене (пригород Копенгагена, Дания).

## История
Компания Rockwool была основана Хенриком Хенриксеном и Вальдемаром Келером в Дании в 1909 году. Первоначально называлась Korsør Stenforretning и занималась добычей гравия, известняка, угля и производством черепицы. В 1935 году у американской компании Baldwin-Hill за 5 тыс. долларов была куплена лицензия на технологию изготовления каменной ваты, и в 1937 году было начато её производство в Хедехусене. В том же 1937 году были созданы совместные предприятия в Шёвде (Швеция) и Ларвике (Норвегия).
В 1954 году было начато применение связующего вещества (до этого вата сшивалась между листами картона). Также в 1954 году был открыт завод в Гладбекке (Германия). В 1960-х годах в Дании начался строительный бум, что привело к значительному росту продаж: в 1960 году выручка компании составляла 50 млн крон, а к концу десятилетия выросла до 335 млн крон, число заводов увеличилось до 10. В 1962 году было начато производство акустических потолков под брендом Rockfon. В 1970 году была создана дочерняя компания в Великобритании. Также в 1970 году было начато производство субстрата из каменной ваты для выращивания овощей и цветов Grodan. В 1971 году был куплен датский производитель каменной ваты под брендом Lapinus. В 1976 году была создана холдинговая компания Rockwool International A/S. К концу 1970-х годов выручка достигла 1,6 млрд крон.
В 1979 году начал работу завод в Уэльсе, а в 1980 году — во Франции. В 1985 году на рынок были выведены фасадные панели Rockpanel. В 1988 году был куплен первый завод вне Европы — он находится в Милтоне (Канада) и до этого принадлежал компании Lafarge. К 1989 году у компании было 13 заводов, выручка составляла 4,4 млрд крон. Расширение в Восточную Европу началось в 1991 году с покупки завода каменной ваты в Флехтингене (бывшая ГДР). В 1993 году был куплен завод в Польше, в 1997 году — в Венгрии, в 1998 году — в Чехии. В 1999 году был приобретён российский завод в Железнодорожном (Балашиха) Московской области, а также заводы на острове Сардиния (Италия) и в городе Гранд-Форкс (Канада). В 1995 году акции Rockwool International были размещены на Копенгагенской фондовой бирже. В 1997 году была создана дочерняя компания RockDelta для маркетинга звукопоглощающих панелей для железных дорог.
В 2000 году был куплен завод в Малайзии, также было завершено строительство нового завода в Испании. В 2006 году состоялось открытие второго завода в России, в городе Выборг Ленинградской области. Позже производственные мощности в России были расширены предприятиями в Троицке Челябинской области (2010 год) и ОЭЗ «Алабуга» (Республика Татарстан, 2012 год). В 2010 году были куплены заводы в Гуанчжоу (Китай), Таиланде и Малайзии. В 2013 году был куплен американский производитель акустических потолков Chicago Metallic Corporation, а также было приобретено подразделение изолирующих систем для стен немецкого концерна BASF. В 2014 году состоялось открытие первого завода в США (округ Маршалл, Миссисипи).

## Деятельность
Подразделения компании по состоянию на 2024 год:
- изоляционные материалы — 79 % выручки; производство пожаробезопасных тепло- и звукоизоляционных материалов из каменной ваты;
- системы — 21 % выручки; производство специализированных продуктов, включая:
  - Rockfon — производство звукопоглощающих панелей для стен и потолков;
  - Grodan — производство субстрата для выращивания овощей и цветов;
  - Lapinus — производство специального технического волокна для промышленности и городского хозяйства;
  - Rockpanel — изготовление декоративных фасадных панелей.

Производственные мощности насчитывают 42 завода в 23 странах мира. В компании работает 12 тыс. сотрудников, из них в Западной Европе — 47 %, в Восточной Европе — 32 %, в Северной Америке — 12 %, в Азии — 9 %. Более 1 тыс. сотрудников имеется в Германии и Польше.
Выручка компании за 2024 год составила 3,86 млрд евро, из них на Западную Европу пришлось 56 %, на Восточную Европу — 20 %, на Северную Америку — 19 %, на Азию и другие регионы — 5 %. Крупнейшие рынки сбыта — Германия, Франция и США.